# Classicheggiando Nardi vol. 1
Classicheggiando Nardi vol. 1 è il ventiseiesimo album in studio del cantante italiano Mauro Nardi, pubblicato nel 2005 dalla Seamusica.

## Tracce
1. Agata – 3:22 (Gigi Pisano - Giuseppe Cioffi)
2. Canzone appassiunata – 3:13 (E.A. Mario)
3. Dicitincello vuje – 4:54 (Fusco - Falvo)
4. Funiculì funiculà – 1:59 (Luigi Denza - Peppino Turco)
5. L'arte d' 'o sole – 3:28 (Capaldo - Gambardella)
6. Luna caprese – 4:04 (Cesareo - Ricciardi)
7. Munasterio 'e Santa Chiara – 3:42 (Alberto Barberis - Michele Galdieri)
8. Palomma 'e notte – 4:08 (Francesco Buongiovanni - Salvatore Di Giacomo)
9. Torna a Surriento – 3:16 (Ernesto De Curtis - Giambattista De Curtis)
10. Uocchie c'arraggiunate – 4:15 (Falcone - Fieni - Falvo)